# Herbert Kirsammer
Herbert Kirsammer (ur. 1913, zm.?) – zbrodniarz hitlerowski, kierownik administracji obozu koncentracyjnego Flossenbürg i SS-Hauptsturmführer.
Z zawodu urzędnik państwowy. Członek NSDAP (1934) i Waffen-SS. Kierownik administracji obozowej we Flossenbürgu od października 1943 do 20 kwietnia 1945 roku. Kirsammer odpowiadał za wyżywienie i odzież więźniów. Współodpowiedzialny za niedożywienie więźniów, z których wielu zmarło na skutek głodu, osłabienia i chorób. Otrzymywali oni celowo pożywienie najgorszej jakości, a szczególnie dbał o to właśnie Kirsammer.
Herbert Kirsammer zasiadł na ławie oskarżonych w piątym procesie załogi Flossenbürga przed amerykańskim Trybunałem Wojskowym w Dachau. Za swoje zbrodnie skazany został na dożywocie. Karę tę jednak wkrótce zamieniono na 25 lat pozbawienia wolności.